# Magdalena Krssakova
Magdalena Krssakova (ur. 3 marca 1994) – austriacka judoczka. Olimpijka z Tokio 2020, gdzie zajęła dziewiąte miejsce w wadze półśredniej.
Uczestniczka mistrzostw świata w 2017, 2018, 2019, 2021 i 2023. Startowała w Pucharze Świata w latach 2011, 2015-2017 i 2019. Srebrna medalistka mistrzostw Europy w 2020. Brązowa medalistka igrzysk europejskich w drużynie w 2019. Wicemistrzyni wojskowych MŚ w 2021 roku.

## Letnie Igrzyska Olimpijskie 2020
| Konkurencja | Eliminacje          | Eliminacje                          | Klas. końcowa |
| Konkurencja | Przeciwnik I        | Przeciwnik II                       | Miejsce       |
| ----------- | ------------------- | ----------------------------------- | ------------- |
| 63 kg       | Yang Junxia (CHN) Z | Catherine Beauchemin-Pinard (CAN) P | 9.            |